# FC Twente
FC Twente är en fotbollsklubb i Enschede i Nederländerna, grundad 1965. Hemmaarenan heter De Grolsch Veste och har en publikkapacitet på 30 000 åskådare.

## Historia
Twente grundades 1965, efter en sammanslagning av klubbarna Sportclub Enschede och Enschedese Boys. Namnet Twente kommer från regionen som staden Enschede ligger i, och även stadens universitet heter så.
Säsongen 2009/10 vann klubben Eredivisie för första gången i klubbens historia. Bland klubbens övriga meriter kan nämnas att man har vunnit den nederländska cupen KNVB Cup	tre gånger (1976/77, 2000/01 och 2010/11), den nederländska supercupen Johan Cruijff Schaal två gånger (2010 och 2011) och Intertotocupen en gång (2006).

## Placering senaste säsonger
| Säsong  | Nivå | Liga           | Placering | Webbplats | Kommentar                      |
| ------- | ---- | -------------- | --------- | --------- | ------------------------------ |
| 2007/08 | 1    | Eredivisie     | 4         | [ 2 ]     |                                |
| 2008/09 | 1    | Eredivisie     | 2         | [ 3 ]     |                                |
| 2009/10 | 1    | Eredivisie     | 1         | [ 4 ]     | Mästare                        |
| 2010/11 | 1    | Eredivisie     | 2         | [ 5 ]     |                                |
| 2011/12 | 1    | Eredivisie     | 6         | [ 6 ]     |                                |
| 2012/13 | 1    | Eredivisie     | 6         | [ 7 ]     |                                |
| 2013/14 | 1    | Eredivisie     | 3         | [ 8 ]     |                                |
| 2014/15 | 1    | Eredivisie     | 10        | [ 9 ]     |                                |
| 2015/16 | 1    | Eredivisie     | 13        | [ 10 ]    |                                |
| 2016/17 | 1    | Eredivisie     | 7         | [ 11 ]    |                                |
| 2017/18 | 1    | Eredivisie     | 18        | [ 12 ]    | Nedflyttad till Eerste Divisie |
|         |      |                |           |           |                                |
| 2018/19 | 2    | Eerste Divisie | 1         | [ 13 ]    | Uppflyttad till Eredivisie     |
|         |      |                |           |           |                                |
| 2019/20 | 1    | Eredivisie     | x         | [ 14 ]    | (Coronaviruspandemin)          |
| 2020/21 | 1    | Eredivisie     | 10        | [ 15 ]    |                                |
| 2021/22 | 1    | Eredivisie     | 4         | [ 16 ]    |                                |
| 2022/23 | 1    | Eredivisie     |           |           |                                |

## Spelartrupp
| 1  | Tyskland      | Lars Unnerstall  | 20 juli 1990     | PSV (-21)  |
| 21 | Nederländerna | Sam Karssies     | 26 februari 2003 | FC Twente  |
| 22 | Polen         | Przemysław Tytoń | 4 januari 1987   | Ajax (-22) |

| 2  | Nederländerna | Mees Hilgers         | 13 maj 2001      | FC Twente             |
| 3  | Sverige       | Gustaf Lagerbielke   | 10 april 2000    | Celtic (lån)          |
| 5  | Nederländerna | Bas Kuipers          | 17 augusti 1994  | Go Ahead Eagles (-24) |
| 17 | Belgien       | Alec Van Hoorenbeeck | 30 december 1998 | Mechelen (-24)        |
| 24 | Nederländerna | Juliën Mesbahi       | 31 januari 2006  | FC Twente             |
| 28 | Nederländerna | Bart van Rooij       | 26 maj 2001      | NEC Nijmegen (-24)    |
| 34 | Nederländerna | Anass Salah-Eddine   | 18 januari 2002  | Ajax (-24)            |
| 38 | Nederländerna | Max Bruns            | 6 november 2002  | FC Twente             |

| 4  | Norge         | Mathias Kjølø  | 27 juni 2001     | PSV (-22)          |
| 8  | Nederländerna | Youri Regeer   | 18 augusti 2003  | Ajax (-23)         |
| 14 | Nederländerna | Sem Steijn     | 12 november 2001 | ADO Den Haag (-22) |
| 18 | Nederländerna | Michel Vlap    | 2 juni 1997      | Anderlecht (-21)   |
| 19 | Marocko       | Younes Taha    | 27 november 2002 | Zwolle (-23)       |
| 23 | Tjeckien      | Michal Sadílek | 31 maj 1999      | PSV (-21)          |
| 41 | Nederländerna | Gijs Besselink | 16 juni 2004     | FC Twente          |

| 7  | Nederländerna | Mitchell van Bergen   | 27 augusti 1999 | Stade Reims (-23) |
| 9  | Nederländerna | Ricky van Wolfswinkel | 27 januari 1989 | Basel (-21)       |
| 10 | Nederländerna | Sam Lammers           | 30 april 1997   | Rangers (-24)     |
| 11 | Nederländerna | Daan Rots             | 25 juli 2001    | FC Twente         |
| 30 | Tunisien      | Sayfallah Ltaief      | 22 april 2000   | Basel (-24)       |
| –  | Turkiet       | Naci Ünüvar           | 13 juni 2003    | Ajax (-25)        |

Not: Spelare i kursiv stil är inlånade.

### Utlånade spelare
| Nr | Land          | Pos | Namn                                            |
| -- | ------------- | --- | ----------------------------------------------- |
|    | Marocko       | MV  | Issam El Maach (i Roda JC till 30 juni 2025)    |
|    | Nederländerna | F   | Mats Rots (i Heracles Almelo till 30 juni 2025) |

| Nr | Land          | Pos | Namn                                                  |
| -- | ------------- | --- | ----------------------------------------------------- |
|    | Island        | F   | Alfons Sampsted (i Birmingham City till 30 juni 2025) |
|    | Nederländerna | MF  | Carel Eiting (i Sparta Rotterdam till 30 juni 2025)   |